# 特別法人事業税及び特別法人事業譲与税に関する法律
特別法人事業税及び特別法人事業譲与税に関する法律（とくべつちほうほうじんじぎょうぜいおよびとくべつちほうほうじんじぎょうじょうよぜいほう、平成31年3月29日法律第4号）は、特別法人事業税および特別法人事業譲与税に関する日本の法律である。
法令番号は平成31年法律第4号、2019年（平成31年）3月29日に公布され、2019年（令和元年）10月1日に施行された。